# Leptataspis moorei
Leptataspis moorei är en insektsart som först beskrevs av William Lucas Distant 1878.  Leptataspis moorei ingår i släktet Leptataspis och familjen spottstritar. Inga underarter finns listade i Catalogue of Life.